# Kostadin Angełow (lekarz)
Kostadin Angełow, bułg. Костадин Ангелов (ur. 7 czerwca 1977 w Nowej Zagorze) – bułgarski lekarz i nauczyciel akademicki, dyrektor wykonawczy szpitala uniwersyteckiego w Sofii, w latach 2020–2021 minister zdrowia.

## Życiorys
Na Uniwersytecie Medycznym w Sofii ukończył studia medyczne (2004) oraz z zakresu zdrowia publicznego i zarządzania placówkami służby zdrowia (2006). Uzyskał również magisterium z finansów na Uniwersytecie Gospodarki Narodowej i Światowej w Sofii. Specjalizował się w chirurgii jamy brzusznej. Był lekarzem na oddziale ratunkowym centrum ratownictwa medycznego w Sofii. Później związany z sofijskim szpitalem uniwersyteckim UMBAŁ „Aleksandrowska”. Był tam m.in. głównym lekarzem, po czym objął stanowisko dyrektora wykonawczego tej placówki. Zajął się także działalnością dydaktyczną na macierzystej uczelni medycznej.
W lipcu 2020 powołany na ministra zdrowia w trzecim rządzie Bojka Borisowa. Funkcję tę pełnił do maja 2021.
W kwietniu 2021 z ramienia partii GERB uzyskał mandat posła do Zgromadzenia Narodowego 45. kadencji. Z powodzeniem ubiegał się o reelekcję w kolejnych wyborach w lipcu 2021, listopadzie 2021, październiku 2022, kwietniu 2023, czerwcu 2024 i październiku 2024.